# Rossenges
Rossenges ist eine politische Gemeinde im Distrikt Broye-Vully des Kantons Waadt in der Schweiz.

## Geographie
Rossenges liegt auf 662 m ü. M., 22,5 km südwestlich des Bezirkshauptortes Payerne (Luftlinie). Das kleine Bauerndorf erstreckt sich auf einem Molassehöhenzug nordöstlich des Jorat, westlich des Tals der Broye, im östlichen Waadtländer Mittelland.
Die Fläche des nur gerade 1,1 km² grossen Gemeindegebiets umfasst einen Abschnitt der Molassehöhe, die im Nordwesten von der Mérine, im Osten von der Broye und im Süden von der Bressonne begrenzt wird. Das Gemeindegebiet reicht jedoch nicht bis zu diesen Flüssen, sondern ist auf die Rodungsinsel auf der Höhe eingeschränkt. Gegen Westen steigt die Hochfläche von Rossenges an und erreicht auf der Flur Le Mont 720 m ü. M., am Rand zum Wald Bois Bataillard 744 m ü. M. (höchster Punkt von Rossenges) und auf dem Plateau La Doreire 709 m ü. M. Von der Gemeindefläche entfielen 1997 2 % auf Siedlungen, 4 % auf Wald und Gehölze und 94 % auf Landwirtschaft.
Zu Rossenges gehört der Weiler L’Abbaye (de Rossenges) (683 m ü. M.) am Hang nordwestlich des Dorfes. Nachbargemeinden von Rossenges sind Moudon, Syens und Hermenches.

## Bevölkerung
Mit 88 Einwohnern (Stand 31. Dezember 2023) gehört Rossenges zu den kleinsten Gemeinden des Kantons Waadt. Von den Bewohnern sind 94,1 % französischsprachig und 5,9 % deutschsprachig (Stand 2000). Die Bevölkerungszahl von Rossenges belief sich 1900 noch auf 94 Einwohner. Danach wurde bis 1990 durch starke Abwanderung eine Abnahme um rund 50 % auf 46 Einwohner verzeichnet; seither nahm die Bevölkerung wieder leicht zu.

## Wirtschaft
Rossenges war bis in die zweite Hälfte des 20. Jahrhunderts ein vorwiegend durch die Landwirtschaft geprägtes Dorf. Noch heute haben der Ackerbau, der Obstbau und die Viehzucht eine wichtige Bedeutung in der Erwerbsstruktur der Bevölkerung. Ausserhalb des primären Sektors sind kaum Arbeitsplätze im Dorf vorhanden. In den letzten Jahrzehnten hat sich das Dorf auch zu einer Wohngemeinde entwickelt. Einige Erwerbstätige sind deshalb Wegpendler, die vor allem in Moudon arbeiten.

## Verkehr
Die Gemeinde liegt abseits der grösseren Durchgangsstrassen, ist jedoch von Moudon leicht zu erreichen. Durch einen Postautokurs, der von Moudon via Villars-Mendraz nach Thierrens verkehrt, ist Rossenges an das Netz des öffentlichen Verkehrs angebunden.

## Geschichte
Die erste urkundliche Erwähnung des Ortes erfolgte im Jahr 1309. Der Ortsname ist vom burgundischen Personennamen Rauso oder Rozzo abgeleitet und bedeutet bei den Leuten des Rauso/Rozzo. Rossenges gehörte seit seiner ersten Nennung dem unter savoyischer Herrschaft stehenden Moudon. Mit der Eroberung der Waadt durch Bern im Jahr 1536 gelangte das Dorf unter die Verwaltung der Landvogtei Moudon. Erst 1749 wurde Rossenges eine von Moudon unabhängige, selbständige Gemeinde. Nach dem Zusammenbruch des Ancien Régime gehörte Rossenges von 1798 bis 1803 während der Helvetik zum Kanton Léman, der anschliessend mit der Inkraftsetzung der Mediationsverfassung im Kanton Waadt aufging. 1798 wurde es dem Bezirk Moudon zugeteilt.